# Питерс, Арт
Арт Питерс (нидерл. Aert Pietersz; 1550—1612) — голландский художник.

## Биография

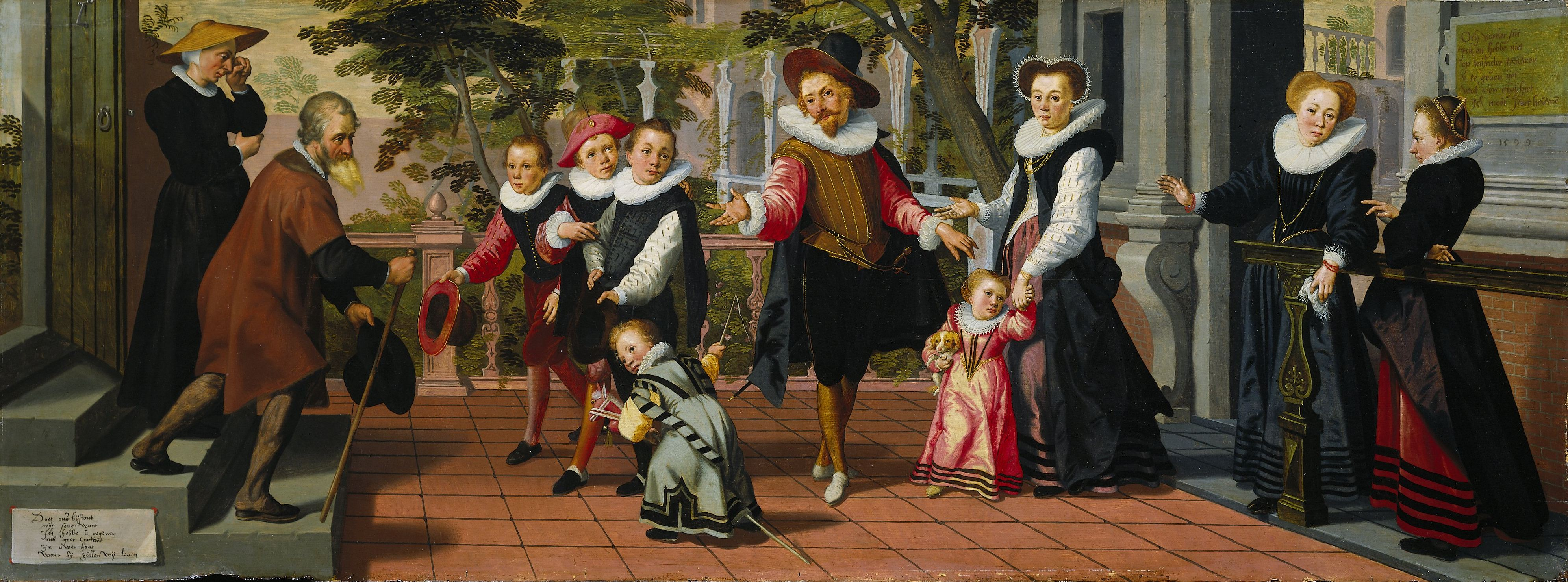
Арт Питерс. Богатые дети, бедные родители

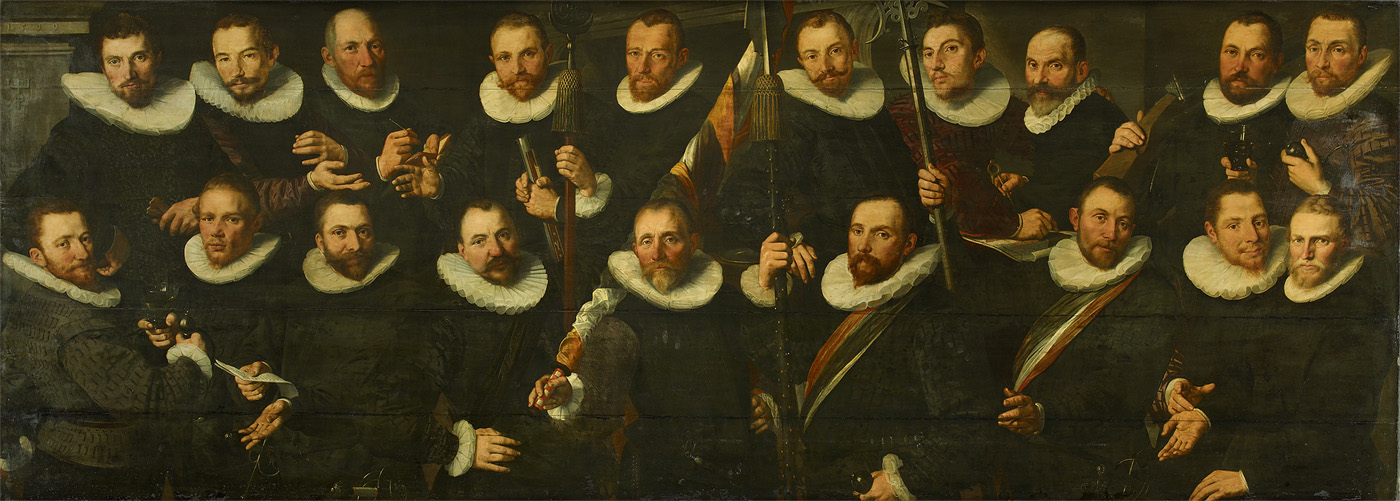
Ополченцы роты капитана Яна де Бишопа и лейтенанта Питера Эгбертса (1599)

Арт Питерс родился и умер в Амстердаме. Согласно Карелу ван Мандеру, он был вторым сыном Питера Артсена, младшим братом Питера Питерса Старшего и старшим братом Дирка Питерса. Работал в жанре исторической аллегории. Согласно государственному бюро по документам истории искусств некоторые из его картин сохранились в Амстердаме, где он был похоронен в Старой церкви 12 июня 1612 года.